# دوسيجيتوماب
دوسيجيتوماب هو جسم مضاد وحيد النسيلة مصمم لعلاج السرطان، طورته ميديميون.